# Münchweiler Tunnel
Der Münchweiler Tunnel in der Nähe von Münchweiler an der Rodalb ist der längste von insgesamt vier Tunneln der Bahnstrecke Landau–Rohrbach und der drittlängste noch betriebene innerhalb der Pfalz. Der Tunnel war notwendig, um die Pfälzische Hauptwasserscheide zu überwinden. Ursprünglich eingleisig angelegt, wurde die Strecke 1887 zweigleisig ausgebaut, was bereits von Anfang an projektiert worden war. Seit dem Ende des Zweiten Weltkriegs ist er wieder eingleisig.

## Geschichte
Im Zuge der Planung der Pfälzischen Ludwigsbahn stand die Streckenführung östlich von Bexbach nicht von Anfang an fest. Am 10. Januar 1838 fand in Speyer eine Versammlung statt, die den Beginn der Aktienzeichnung für die Strecke darstellte. Ein Gutsbesitzer aus Wachenheim schlug auf dieser vor, die Bahnlinie über Zweibrücken und von dort aus über Rodalben, Annweiler und Langenkandel an den Rhein verlaufen zu lassen. Die schriftliche Begründung folgte am 20. Januar des Jahres. Obwohl die Regierung des Rheinkreises dies nach München weiterleitete, setzte sie sich nicht durch. Ein weiterer Teilnehmer der Veranstaltung argumentierte, dass eine entsprechende Streckenführung zwar kostengünstiger sei, jedoch weniger Gewinn brächte als eine solche über Kaiserslautern.
Trotz der bereits erbauten Eisenbahnstrecke über Kaiserslautern gab es 1849 Bestrebungen, eine Strecke von Zweibrücken bis nach Landau zu errichten. Die pfälzische Eisenbahnverwaltung lehnte eine solche jedoch zunächst ab, da sie zum einen eine Konkurrenz zur Pfälzischen Ludwigsbahn befürchtete und zum anderen sich der Bau des Streckenabschnitts durch den Pfälzerwald sehr aufwändig gestalten würde. Vor allem die Orte entlang der Queich drängten diesbezüglich weiter.
Anfang der 1870er Jahre begannen die Projektzeichnungen. Bedingt durch die Pfälzische Hauptwasserscheide die zwischen Kaltenbach und Münchweiler bewältigt werden musste, waren in diesem Bereich größere Bewegungen von Erdmassen einschließlich eines längeren Tunnels erforderlich. Am 25. November 1875 wurde die Magistrale einschließlich des Münchweiler Tunnel genannten Bauwerks auf ihrer vollen Länge eröffnet, nachdem der Verkehr zwischen Landau und Annweiler bereits 14 Monate zuvor freigegeben worden war.
Im Zweiten Weltkrieg wurde im Zuge des Überfalls auf Frankreich auf der benachbarten Wieslauterbahn unweit des Bahnhofs Hinterweidenthal Ort ein Eisenbahngeschütz mit der Bezeichnung Dora stationiert. Außerhalb der Kampfhandlungen war es stets im Münchweiler Tunnel untergebracht. Während der letzten Monate des Kriegs befand es sich dauerhaft in ihm.
Der Tunnel wurde am Ende des Krieges schwer beschädigt. Durch die Explosion von Munition oder vorsätzliche Sprengung durch deutsches Militär auf dem Rückzug stürzte das Gewölbe ein. Die Reparaturen an dem Tunnel und zwei weiteren, stark beschädigten Tunneln der Strecke dauerten bis 1948, bevor sie wieder durchgängig befahrbar war. Ab 1946 folgte im Zuge von Reparationsleistungen die Demontage des zweiten Gleises von Seiten der französischen Besatzung. Seither ist der Tunnel nur noch eingleisig.